# Gorilla (film 1939)
Gorilla (ang The Gorilla) – amerykański film z 1939 w reżyserii Allana Dwana.

## Obsada
- Jimmy Ritz
- Anita Louise
- Harold Ritz
- Albert Ritz
- Patsy Kelly
- Lionel Atwill
- Béla Lugosi
- Joseph Calleia
- Edward Norris
- Wally Vernon
- Paul Harvey